# 小行星5900
小行星5900（5900 Jensen）是一颗围绕太阳公转的小行星。1986年10月3日，波爾·延森在霍尔拜克发现了此天体。
該小行星以發現者波爾·延森命名。
这颗小行星的绝对星等为34.99047等。